# نادي لوفيرواز
نادي اتحاد ريال لوفيرواز الرياضي (بالفرنسية: Royale Association Athlétique Louviéroise)‏ نادي كرة قدم بلجيكي . تم تأسيس النادي في سنة 1913 ثم تم حله في 2009 و تم دمجه مع نادي كويي لا لوفيير.